# スーパーダイユー
スーパーダイユーは、栃木県那須塩原市に本社をおく食料品を主体とした地元密着のスーパーマーケット。株式会社ダイユーが運営会社であり、同県にスーパーマーケット「Daiyu」を展開している。CGCグループに加盟。
福島県に本社を置き、栃木県にもホームセンターを出店しているダイユーエイトとは関係がない。

## 沿革
- 1935年（昭和10年）3月 - 大林魚店として創業。
- 1953年（昭和28年）3月 - 有限会社大林商店を設立し、大林魚店を変更。
- 1935年（昭和10年） - 有限会社黒磯フードセンター設立、有限会社大林商店のスーパーマーケット部門を移行する。
- 1967年（昭和42年）7月 - 株式会社スーパーチェーンダイユーを設立し、有限会社黒磯フードセンターを移行。
- 1978年（昭和53年）10月 - 株式会社スーパーチェーンダイユーを株式会社ダイユーに商号変更。
- 2020年（令和2年）8月1日 - 有限会社大林商店を合併。
- 2023年（令和5年）2月23日 - 那須高原店を除く9店舗を北関東リオン・ドールへ事業譲渡した[1]。

## 店舗
- 栃木県内に10店舗の郊外型ロードサイド店を展開していたが、那須高原店以外は2023年2月23日付けでリオン・ドールへ店舗事業譲渡。
  - スーパーダイユー 中央店：栃木県那須塩原市材木町1-3
  - スーパーダイユー 鍋掛店：栃木県那須塩原市鍋掛1087
  - スーパーダイユー 若松店：栃木県那須塩原市豊浦93-7
  - スーパーダイユー 東那須店：栃木県那須塩原市大原間193-3
  - スーパーダイユー 黒田原店：栃木県那須郡那須町大字寺子丙3-113
  - スーパーダイユー 黒羽店：栃木県大田原市大豆田字道下330-1
  - スーパーダイユー 野崎店：栃木県大田原市薄葉字梅ヶ谷2207-1
  - スーパーダイユー 矢板店：栃木県矢板市鹿島町11-48
  - スーパーダイユー 塩谷店：栃木県塩谷郡塩谷町大字玉生字御政道27-1
  - スーパーダイユー 那須高原店：栃木県那須郡那須町高久乙2865-1

## その他
- CGCグループ加盟。

## 関連会社
- 株式会社ダイユーフードセンター：惣菜部門の商品開発と商品製造を行う。